# Tour de Romandía 1980
La 34.ª edición del Tour de Romandía se disputó del 6 de mayo al 11 de mayo de 1980 con un recorrido de 837,6 km dividido en un prólogo inicial y 6 etapas, con inicio en Meyrin, y final en Friburgo.
El vencedor fue el francés Bernard Hinault, cubriendo la prueba a una velocidad media de 37,2 km/h.

## Etapas[1]
| Etapa   | Recorrido              | Km    | Ganador           |
| Prólogo | Meyrin                 | 3,3   | Giuseppe Saronni  |
| 1.ª     | Ginebra-Delémont       | 227,8 | Wladimiro Panizza |
| 2.ª     | Delémont-Lausana       | 178,5 | Theo De Rooy      |
| 3.ª     | Lausana-Alpe des Chaux | 133,2 | Silvano Contini   |
| 4.ªa    | Monthey                | 118   | Ronny Claes       |
| 4.ªb    | Monthey                | 23,7  | Knut Knudsen      |
| 5.ª     | Monthey-Friburgo       | 153,1 | Joop Zoetemelk    |

## Clasificaciones
Así quedaron los diez primeros de la clasificación general de la segunda edición del Tour de Romandía
| \| 1. \| Bernard Hinault \| Francia \| 22h 27'37" \| \| \| 2. \| Silvano Contini \| Italia \| + 54" \| \| \| 3. \| Giuseppe Saronni \| Italia \| + 2'02" \| \| \| 4. \| Johan Van der Velde \| Países Bajos \| + 2'16" \| \| \| 5. \| Joop Zoetemelk \| Países Bajos \| + m.t. \| \| \| 6. \| Knut Knudsen \| Noruega \| + 3'10" \| \| \| 7. \| Raymond Martin \| Francia \| + 3'28" \| \| \| 8. \| Robert Millar \| Reino Unido \| + 3'48" \| \| \| 9. \| Daniel Willems \| Bélgica \| + 4'00" \| \| \| 10. \| Sven-Ake Nilsson \| Suecia \| + 4'17" \| \| |                     |              |            |  |
| 1. | Bernard Hinault     | Francia      | 22h 27'37" |  |
| 2. | Silvano Contini     | Italia       | + 54"      |  |
| 3. | Giuseppe Saronni    | Italia       | + 2'02"    |  |
| 4. | Johan Van der Velde | Países Bajos | + 2'16"    |  |
| 5. | Joop Zoetemelk      | Países Bajos | + m.t.     |  |
| 6. | Knut Knudsen        | Noruega      | + 3'10"    |  |
| 7. | Raymond Martin      | Francia      | + 3'28"    |  |
| 8. | Robert Millar       | Reino Unido  | + 3'48"    |  |
| 9. | Daniel Willems      | Bélgica      | + 4'00"    |  |
| 10. | Sven-Ake Nilsson    | Suecia       | + 4'17"    |  |